# Liên Xô tại Thế vận hội

Biểu tượng Ủy ban Olympic Liên Xô

Liên Xô tham dự Thế vận hội lần đầu năm 1952, và tranh tài liên tục tại Thế vận hội Mùa đông và Mùa hè đến năm 1988, trừ kì tẩy chay Thế vận hội Mùa hè Los Angeles 1984. Liên Xô đứng đầu tại 6/9 kì Thế vận hội Mùa hè và xếp thứ hai tại 3 kì còn lại. Còn tại Thế vận hội Mùa đông, Liên Xô đứng thứ nhất tại 7 kì và về nhì trong 2 kì còn lại.
Sau Cách mạng Tháng Mười và Nội chiến Nga, Liên Xô không tham gia bất cứ giải đấu quốc tế nào vì lí do ý thức hệ. Tuy nhiên, sau Thế chiến hai, việc tham dự Olympic bắt đầu được coi như một sự cổ vũ hiệu quả cho Chủ nghĩa Cộng sản.. Ủy ban Olympic Liên bang Cộng hòa Xã hội chủ nghĩa Xô viết được thành lập ngày 21 tháng 4 năm 1951, và được công nhận tại kì họp thứ 45 của IOC (7 tháng 5 năm 1951). Cùng năm, khi đại diện Xô viết Constantin Andrianov trở thành thành viên IOC, Liên Xô chính thức gia nhập Phong trào Olympic.
Thế vận hội Mùa hè 1952 tại Helsinki là kì Đại hội đầu tiên có vận động viên Liên Xô. Vào ngày 20 tháng 7 năm 1952 huy chương Vàng đầu tiên trong lịch sử Liên bang Xô viết được trao cho Nina Romashkova, nội dung ném đĩa nữ. Thành tích của Romashkova (51.42 m) là kỉ lục Olympic mới được ghi lúc đó.
Thế vận hội Mùa đông 1956 tại Cortina d'Ampezzo là kì Thế vận hội Mùa đông đầu tiên đánh dấu sự tham gia của Liên Xô. Tại đây, huy chương Vàng Olympic đầu tiên được trao cho Lyubov Kozyreva, nội dung trượt tuyết băng đồng 10 km.
Liên Xô là nước chủ nhà của Thế vận hội Mùa hè 1980 tại Moskva. Đại hội bị tẩy chay bởi Hoa Kỳ và nhiều nước khác, do đó, Liên Xô dẫn đầu cuộc Tẩy chay tại Thế vận hội Mùa hè 1984 tại Los Angeles.
Mặc dù Liên Xô tan rã tháng 12 năm 1991 nhưng Ủy ban Olympic quốc gia vẫn tồn tại đến 12 tháng 3 năm 1992. Năm 1992, 12 trong 15 nước cộng hòa cũ thuộc Liên bang Xô viết tham dự dưới tên Đoàn thống nhất và cờ Olympic tại Barcelona. Tại đây, họ đã về nhất trong bảng tổng sắp huy chương. Đoàn thống nhất cũng tranh tài tại Thế vận hội Mùa đông tại Albertville sớm hơn cùng năm, 7 nước cộng hòa tham gia và về nhì trong bảng tổng sắp huy chương.
Tất cả huy chương Olympic của Đế quốc Nga và Liên Xô đều được thừa hưởng bởi Liên bang Nga, nhưng không được tính vào số huy chương được trao cho Liên bang Nga hiện nay.

## Chủ nhà
Liên Xô đã đăng cai một kì Thế vận hội Mùa hè
| Đại hội                 | Thành phố | Thời gian              | Quốc gia | Vận động viên | Nội dung |
| ----------------------- | --------- | ---------------------- | -------- | ------------- | -------- |
| Thế vận hội Mùa hè 1980 | Moskva    | 19 tháng 7 – 3 tháng 8 | 80       | 5,179         | 203      |

## Dòng thời gian tham dự
| Thời gian | Đoàn thể thao                | Đoàn thể thao                | Đoàn thể thao                | Đoàn thể thao                | Đoàn thể thao                | Đoàn thể thao                | Đoàn thể thao                | Đoàn thể thao                | Đoàn thể thao                | Đoàn thể thao                | Đoàn thể thao                | Đoàn thể thao                | Đoàn thể thao     | Đoàn thể thao     | Đoàn thể thao     |
| --------- | ---------------------------- | ---------------------------- | ---------------------------- | ---------------------------- | ---------------------------- | ---------------------------- | ---------------------------- | ---------------------------- | ---------------------------- | ---------------------------- | ---------------------------- | ---------------------------- | ----------------- | ----------------- | ----------------- |
| 1900–1912 | Đế quốc Nga (RU1)            | Đế quốc Nga (RU1)            | Đế quốc Nga (RU1)            | Đế quốc Nga (RU1)            | Đế quốc Nga (RU1)            | Đế quốc Nga (RU1)            | Đế quốc Nga (RU1)            | Đế quốc Nga (RU1)            | Đế quốc Nga (RU1)            | Đế quốc Nga (RU1)            | Đế quốc Nga (RU1)            | Đế quốc Nga (RU1)            | Đế quốc Nga (RU1) | Đế quốc Nga (RU1) | Đế quốc Nga (RU1) |
| 1920      |                              | Estonia (EST)                |                              |                              |                              |                              |                              |                              |                              |                              |                              |                              |                   |                   |                   |
| 1924–1936 | Latvia (LAT)                 | Estonia (EST)                | Litva (LTU)                  |                              |                              |                              |                              |                              |                              |                              |                              |                              |                   |                   |                   |
| 1952–1988 | Liên Xô (URS)                | Liên Xô (URS)                | Liên Xô (URS)                | Liên Xô (URS)                | Liên Xô (URS)                | Liên Xô (URS)                | Liên Xô (URS)                | Liên Xô (URS)                | Liên Xô (URS)                | Liên Xô (URS)                | Liên Xô (URS)                | Liên Xô (URS)                | Liên Xô (URS)     | Liên Xô (URS)     | Liên Xô (URS)     |
| 1992–     | Đoàn thể thao hợp nhất (EUN) | Đoàn thể thao hợp nhất (EUN) | Đoàn thể thao hợp nhất (EUN) | Đoàn thể thao hợp nhất (EUN) | Đoàn thể thao hợp nhất (EUN) | Đoàn thể thao hợp nhất (EUN) | Đoàn thể thao hợp nhất (EUN) | Đoàn thể thao hợp nhất (EUN) | Đoàn thể thao hợp nhất (EUN) | Đoàn thể thao hợp nhất (EUN) | Đoàn thể thao hợp nhất (EUN) | Đoàn thể thao hợp nhất (EUN) | Estonia (EST)     | Latvia (LAT)      | Litva (LTU)       |
| 1994–     |                              |                              |                              | Armenia (ARM)                | Belarus (BLR)                | Gruzia (GEO)                 | Kazakhstan (KAZ)             | Kyrgyzstan (KGZ)             | Moldova (MDA)                | Nga (RUS)                    | Ukraina (UKR)                | Uzbekistan (UZB)             | Estonia (EST)     | Latvia (LAT)      | Litva (LTU)       |
| 1996–     | Azerbaijan (AZE)             | Tajikistan (TJK)             | Turkmenistan (TKM)           | Armenia (ARM)                | Belarus (BLR)                | Gruzia (GEO)                 | Kazakhstan (KAZ)             | Kyrgyzstan (KGZ)             | Moldova (MDA)                | Nga (RUS)                    | Ukraina (UKR)                | Uzbekistan (UZB)             | Estonia (EST)     | Latvia (LAT)      | Litva (LTU)       |

## Bảng huy chương
*Khung đỏ biểu thị Đại hội được tổ chức tại nước chủ nhà
| Đại hội               | Vận động viên | Vàng          | Bạc           | Đồng          | Tổng          | Xếp thứ       |
| 1896–1948             | không tham dự | không tham dự | không tham dự | không tham dự | không tham dự | không tham dự |
| Helsinki 1952         | 295           | 22            | 30            | 19            | 71            | 2             |
| Melbourne 1956        | 283           | 37            | 29            | 32            | 98            | 1             |
| Roma 1960             | 284           | 43            | 29            | 31            | 103           | 1             |
| Tokyo 1964            | 319           | 30            | 31            | 35            | 96            | 2             |
| Thành phố México 1968 | 313           | 29            | 32            | 30            | 91            | 2             |
| München 1972          | 373           | 50            | 27            | 22            | 99            | 1             |
| Montréal 1976         | 410           | 49            | 41            | 35            | 125           | 1             |
| Moskva 1980           | 489           | 80            | 69            | 46            | 195           | 1             |
| Los Angeles 1984      | không tham dự | không tham dự | không tham dự | không tham dự | không tham dự | không tham dự |
| Seoul 1988            | 481           | 55            | 31            | 46            | 132           | 1             |
| Tổng số               | Tổng số       | 395           | 319           | 296           | 1010          | 2             |

| Đại hội                | Vận động viên | Vàng          | Bạc           | Đồng          | Tổng          | Xếp thứ       |
| 1924–1952              | không tham dự | không tham dự | không tham dự | không tham dự | không tham dự | không tham dự |
| Cortina d'Ampezzo 1956 | 55            | 7             | 3             | 6             | 16            | 1             |
| Squaw Valley 1960      | 62            | 7             | 5             | 9             | 21            | 1             |
| Innsbruck 1964         | 69            | 11            | 8             | 6             | 25            | 1             |
| Grenoble 1968          | 74            | 5             | 5             | 3             | 13            | 2             |
| Sapporo 1972           | 78            | 8             | 5             | 3             | 16            | 1             |
| Innsbruck 1976         | 79            | 13            | 6             | 8             | 27            | 1             |
| Lake Placid 1980       | 86            | 10            | 6             | 6             | 22            | 1             |
| Sarajevo 1984          | 99            | 6             | 10            | 9             | 25            | 2             |
| Calgary 1988           | 101           | 11            | 9             | 9             | 29            | 1             |
| Tổng số                | Tổng số       | 78            | 57            | 59            | 194           | 4             |

| Thể dục dụng cụ           | 73  | 67  | 44  | 184  |
| Điền kinh                 | 64  | 55  | 74  | 193  |
| Vật                       | 62  | 31  | 23  | 116  |
| Cử tạ                     | 39  | 21  | 2   | 62   |
| Canoeing                  | 29  | 13  | 9   | 51   |
| Đấu kiếm                  | 18  | 15  | 16  | 49   |
| Bắn súng                  | 17  | 15  | 17  | 49   |
| Quyền Anh                 | 14  | 19  | 18  | 51   |
| Bơi lội                   | 12  | 21  | 26  | 59   |
| Chèo thuyền               | 12  | 20  | 10  | 42   |
| Xe đạp                    | 11  | 4   | 9   | 24   |
| Bóng chuyền               | 7   | 4   | 1   | 12   |
| Cưỡi ngựa                 | 6   | 5   | 4   | 15   |
| Judo                      | 5   | 5   | 13  | 23   |
| Năm môn phối hợp hiện đại | 5   | 5   | 5   | 15   |
| Thuyền buồm               | 4   | 5   | 3   | 12   |
| Nhảy cầu                  | 4   | 4   | 6   | 14   |
| Bóng rổ                   | 2   | 4   | 2   | 8    |
| Bóng ném                  | 4   | 1   | 1   | 6    |
| Bóng nước                 | 2   | 2   | 3   | 7    |
| Bóng đá                   | 2   | 0   | 3   | 5    |
| Bắn cung                  | 1   | 3   | 3   | 7    |
| Khúc côn cầu trên cỏ      | 0   | 0   | 2   | 2    |
| Tổng                      | 395 | 319 | 296 | 1010 |

| Trượt tuyết băng đồng   | 25 | 22 | 21 | 68  |
| Trượt băng tốc độ       | 24 | 17 | 19 | 60  |
| Trượt băng nghệ thuật   | 10 | 9  | 5  | 24  |
| Hai môn phối hợp        | 9  | 5  | 5  | 19  |
| Khúc côn cầu trên băng  | 7  | 1  | 1  | 9   |
| Luge                    | 1  | 2  | 3  | 6   |
| Xe trượt lòng máng      | 1  | 0  | 2  | 3   |
| Trượt tuyết nhảy xa     | 1  | 0  | 0  | 1   |
| Hai môn phối hợp Bắc Âu | 0  | 1  | 2  | 3   |
| Trượt tuyết đổ đèo      | 0  | 0  | 1  | 1   |
| Tổng                    | 78 | 57 | 59 | 194 |